# Donnie Darko (ścieżka dźwiękowa)
Ścieżkę dźwiękową do filmu Donnie Darko stworzył Michael Andrews w 2000 roku. Płyta z muzyką została wydana w roku premiery obrazu; znajdowały się na niej 16 instrumentalnych utworów i dwa covery utworu "Mad World" Tears for Fears.
Ścieżka dźwiękowa nie miała być początkowo wydana na płycie, dopiero Andy Factor, przyjaciel Andrewsa, wydał ją w swojej niezależnej wytwórni muzycznej Everloving Records w 2002 roku. Jako niezależny film Donnie Darko spotkał się początkowo z małym zainteresowaniem, dopiero gdy trafił do dystrybucji w Europie pojawiło się zainteresowanie muzyką do filmu. Zwłaszcza cover "Mad World" zyskał popularność, trafiając na pierwsze miejsce listy singli w Wielkiej Brytanii w Boże Narodzenie 2003.

## Spis utworów
1. "Carpathian Ridge" – 1:35
2. "The Tangent Universe" – 1:50
3. "The Artifact and Living" – 2:30
4. "Middlesex Times" – 1:41
5. "Manipulated Living" – 2:08
6. "Philosophy of Time Travel" – 2:02
7. "Liquid Spear Waltz" – 1:32
8. "Gretchen Ross" – 0:51
9. "Burn It to the Ground" 1:58
10. "Slipping Away" – 1:17
11. "Rosie Darko" – 1:25
12. "Cellar Door" – 1:03
13. "Ensurance Trap" – 3:11
14. "Waltz in the 4th Dimension" – 2:46
15. "Time Travel" – 3:01
16. "Did You Know Him?" – 1:46
17. "Mad World" – 3:07
18. "Mad World (Alternate Mix)" – 3:37

Wszystkie utwory napisane i nagrane przez Michaela Andrewsa, z wyjątkiem "Mad World" (napisana przez Rolanda Orzabala; nagrana przez Gary'ego Julesa i Michaela Andrewsa.

## Specjalna edycja albumu
Po wydaniu na DVD reżyserskiej wersji filmu, w Wielkiej Brytanii ukazała się specjalna, dwupłytowa wersja płyty z muzyką do filmu, zawierająca piosenki z obu wersji filmu na pierwszej płycie i kompozycje Andrewsa znane z wcześniejszej edycji albumu na drugiej.

### CD 1
1. "Never Tear Us Apart" – INXS – 3:04
2. "Head Over Heels" – Tears for Fears – 4:16
3. "Under the Milky Way" – The Church – 4:58
4. "Lucid Memory" – Sam Bauer i Gerard Bauer – 6:17
5. "Lucid Assembly" – Gerard Bauer i Mike Bauer – 0:52
6. "Ave Maria" – Giulio Caccini i Paul Pritchard – 2:57
7. "For Whom the Bell Tolls" – Steve Baker i Carmen Daye – 3:12
8. "Show Me (Part 1)" by Quito Colayco i Tony Hertz – 3:32 (cover "Just Like Heaven" – The Cure)
9. "Notorious" – Duran Duran – 4:00
10. "Stay" – Oingo Boingo – 3:38
11. "Love Will Tear Us Apart" – Joy Division – 3:26
12. "The Killing Moon" – Echo & The Bunnymen – 5:55
13. "Mad World" – Michael Andrews i Gary Jules – 3:03 (cover Tears for Fears)

#### CD 2
1. "Carpathian Ridge" – 1:35
2. "Tangent Universe" – 1:50
3. "Artifact and Living" – 2:30
4. "Middlesex Times" – 1:30
5. "Manipulated Living" – 2:00
6. "Philosophy of Time Travel" – 2:02
7. "Liquid Spear Waltz" – 1:28
8. "Gretchen Ross" – 0:51
9. "Burn It to the Ground" – 1:58
10. "Slipping Away" – 1:17
11. "Rosie Darko" – 1:25
12. "Cellar Door" – 1:00
13. "Ensurance Trap" – 3:11
14. "Waltz in the 4th Dimension" – 2:46
15. "Time Travel" – 2:57
16. "Did You Know Him?" – 1:46
17. "Mad World" – 3:03
18. "Mad World" [Alternate Mix] – 3:41